# Marktplein (Harelbeke)

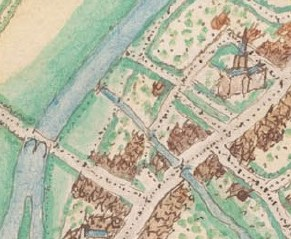
Marktplein in 1559-1564 bij de stroming van de Arendsbeek naar de Leie.

Het Marktplein is een ruim markt- en evenementenplein in het centrum van de Belgische stad Harelbeke (provincie West-Vlaanderen), dat soms ook 'Markt' of 'Grote Markt' wordt genoemd. Aan de oostkant van het plein staat een van de oudste monumenten van de stad, de 12de-eeuwse romaanse beiaardtoren (heropgebouwd na WO II). Het plein grenst aan de Vrijdomkaai in het noorden, aan de Hospitaalstraat en het Paretteplein in het oosten, aan de Marktstraat en de Gentsestraat in het zuiden en aan de Leiestraat in het westen. Het ligt nabij de Sint-Salvatorkerk. De wekelijkse markt gaat er elke donderdag door van 8u tot 12u en trekt heel wat bezoekers uit de ruime regio aan. Harelbeke kreeg de rechten om een markt te houden in 1264. Ze werden verleend door Margareta van Constantinopel.
Sinds 1386 wordt er tijdens het weekend van de derde zondag van september rondom het Marktplein een jaarmarkt gehouden. Op de Vrijdomkaai en het Marktplein staan er ook kermisattracties opgesteld. Het evenement was vroeger bekend als Harelbeke kermis, Rattenfeesten Harelbeke en Harelbeke Feest. Tegenwoordig wordt het onder de naam Stadsfestival Harelbeke georganiseerd.
De Oude Markt was van de 11e eeuw tot de 20e eeuw gelegen op de hoek van de Leiestraat en de Marktstraat. In 1973 breidde de Markt uit in de richting van de beiaardtoren.

## Geschiedenis
Het plein ligt op de plek waar de Arendsbeek (of Arelbeek) stroomde. Deze beek werd gedempt in de 14e eeuw.
Gravin Margareta van Constantinopel verleende op 29 mei 1264, op vraag van haar verwant Boudewijn II van Courtenay, aan Harelbeke de toelating om elke zaterdag markt te houden. De markt werd oorspronkelijk voor een lange tijd gehouden aan de hoek van de Leiestraat en de Marktstraat. 
Vermoedelijk raakte deze markt in de 14e eeuw in onbruik, want in december 1385 verleende Filips de Stoute de stad daarbij nog het recht om elk jaar een drie dagen durende jaarmarkt te houden, beginnend op 20 september. Deze had tot doel de Harelbeekse lakennijverheid nieuw leven in te blazen na de economische crisis en door de opstand in Vlaanderen. Echter in de 18e eeuw schijnen er door dreiging van oorlog enkele onderbrekingen geweest te zijn.
Tijdens de Franse tijd werd door de invoering van de republikeinse kalender het tijdschema van de markt in de war gebracht.
In 1852 schreef het stadsbestuur van Harelbeke naar de provincieraad met het verzoek om de wekelijkse zaterdagmarkt te verschuiven naar donderdag omdat enkele naburige gemeenten zoals Izegem en Waregem ook op zaterdag markt hielden. De Harelbeekse donderdagmarkt groeide uit tot een regionale markt en werd de grootste markt van West-Vlaanderen tijdens de laatste decennia van de twintigste eeuw. Ook nu is het nog steeds een van de voornaamste en drukst bezochte markten in de provincie.

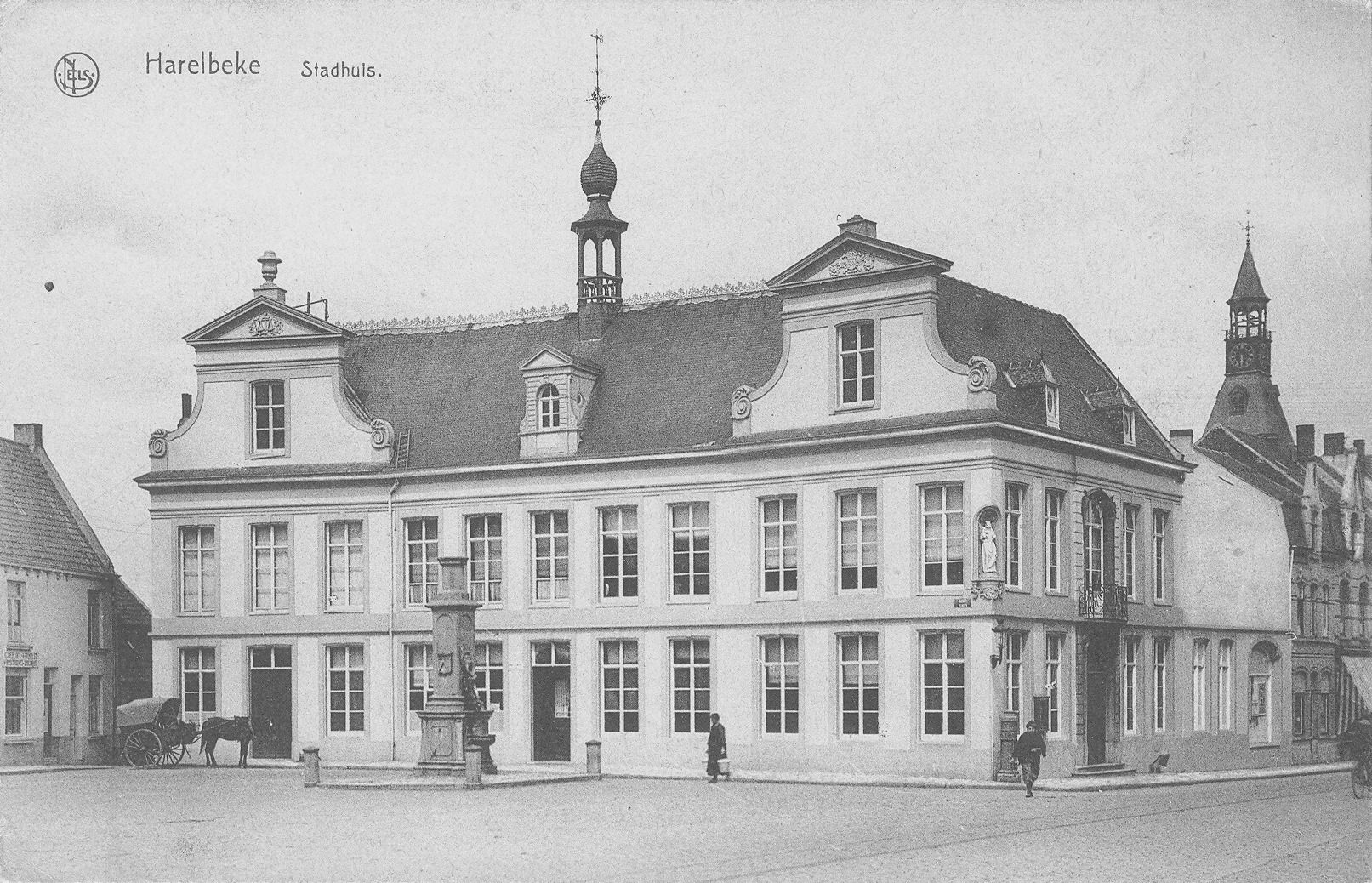
Oud stadhuis van Harelbeke

### Afbraak van het schepenhuis
Voor de verbreding van de Marktstraat in de jaren 1970 besliste het Harelbeekse stadsbestuur om het historische schepenhuis af te breken niettegenstaande het als monument beschermd werd. Met deze sloop verdwenen ook de huizen op de Markt. 
Aan de noordelijke zijde van de nieuw gecreëerde ruimte werden voorheen al sociale appartementsblokken opgetrokken met op het gelijkvloers een warenhuis. Aan de westelijke zijde werd een woonblok bijgebouwd met beneden winkels en horeca. Aan de oostelijke zijde kwam er een klein handelscentrum met erboven een Chinees restaurant. Zo ontstond winkelcentrum 'De Beiaard' en werd er tussen de gebouwen een ruime parking aangelegd. Het centrum van Harelbeke had vanuit infrastructureel, residentieel en commercieel oogpunt een moderne gedaanteverwisseling ondergaan maar tegelijkertijd werd het vanuit esthetisch oogpunt groot onrecht aangedaan. De onterecht noodzakelijk geachte verbreding van de Marktstraat had nietsontziend een ruimte gecreëerd waarbij de woonblokken de  Sint-Salvatorskerk hadden overschaduwd en het historisch uitzicht van het stadscentrum hadden gehavend. Door deze allure kreeg het Marktplein de geschandvlekte titel van lelijkste Markt van Vlaanderen.

### Een vernieuwd Marktplein
Begin de jaren 1990 poogde de toenmalige burgemeester het Marktplein te verfraaien met de aanplanting van een tiental jonge lindebomen.
Harelbeke leverde heel wat inspanningen om meer middenstanders aan te trekken maar dat wilde niet echt lukken. Een centrum met veel horecagelegenheden en gezellige pleintjes ontbrak en het was dan ook de uitdaging van de stadsbestuurders om deze leemtes op te vullen. Talrijke plannen werden voorgesteld om de Leie meer zichtbaar te maken en van de Markt een kloppend hart van de stad te maken.
In 2015 maakte de stad de plannen voor de stadsvernieuwing bekend. Aan de Vrijdomkaai werden de Leieboorden verlaagd, het handelscentrum met het Chinees restaurant werd terug afgebroken en in 2020 werd het Marktplein grondig gerenoveerd en heraangelegd. Er kwamen een drietal nieuwe woonblokken met op het gelijkvloers winkels en horeca. Zo ontstond ook een binnenplein, het Binnenhof genaamd, dat als openbare parking dienst doet voor bezoekers van het stadscentrum. De vernieuwde Markt werd verfraaid met verlichte fonteintjes die al enkele malen voor ontsteltenis zorgden bij bezoekers van de wekelijkse markt. De officiële opening van het nieuwe Marktplein werd gevierd met vuurwerk op 18 september 2021 tijdens het Stadsfestival Harelbeke.

## Kunst
Op het Marktplein staat ook een standbeeld van Liederik de Buc, de legendarische eerste forestier van Vlaanderen, gemaakt door de Harelbeekse beeldhouwer Gustaaf Calu. Het beeld bovenop de oude stadspomp staat sinds 1950 op het Marktplein en werd in 2021 vervangen door een replica.

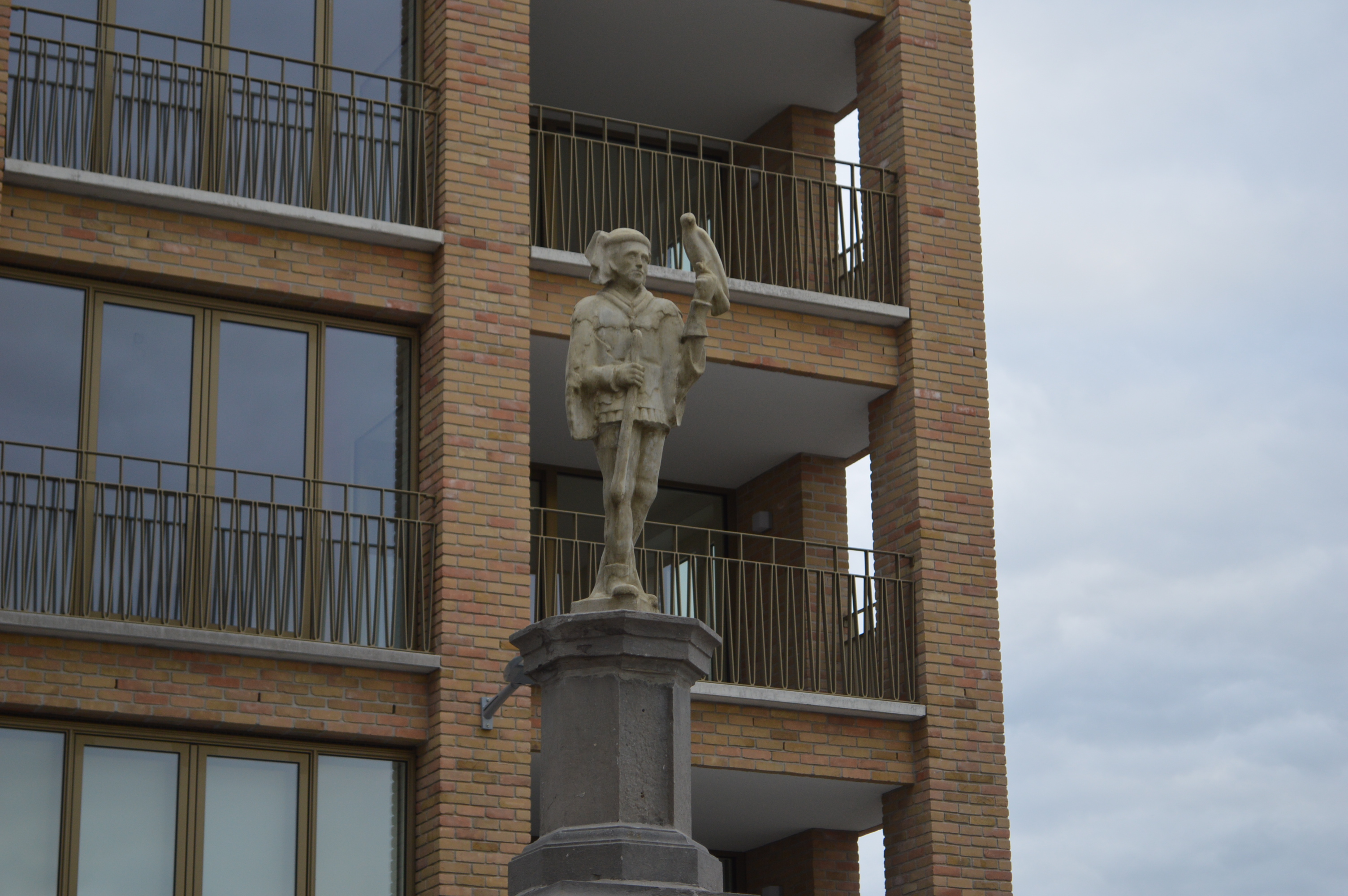
Standbeeld van Liederik, eerste forestier van Vlaanderen en symbool van de stad Harelbeke.